# Notoryctes typhlops
La talpa marsupiale meridionale (Notoryctes typhlops Stirling, 1889) è un mammifero della famiglia dei Notorittidi.

## Tassonomia e filogenesi
A causa della loro morfologia altamente specializzata e del fatto che i Notorittidi condividono molte caratteristiche comuni con altri marsupiali, c'è stato un grande dibattito attorno alla loro filogenesi. Tuttavia, recenti studi molecolari indicano che i Notorittidi non sono strettamente correlati a nessuna delle altre famiglie marsupiali e dovrebbero essere collocati in un loro ordine, i Notoryctemorphia. Inoltre, dati molecolari suggeriscono che l'ordine si sia separato dagli altri marsupiali circa 64 milioni di anni fa. Sebbene in questo momento il Sud America, l'Antartide e l'Australia fossero ancora uniti, l'ordine si è poi evoluto in Australia per almeno 40-50 milioni di anni. Il materiale fossile di Riversleigh suggerisce che Notoryctes era già ben adattato alle tane e probabilmente viveva nella foresta pluviale che copriva gran parte dell'Australia. L'aumento di aridità alla fine del Terziario è stato probabilmente uno dei fattori chiave che contribuì allo sviluppo dell'attuale forma altamente specializzata di talpa marsupiale.

## Descrizione
Le talpe marsupiali sono gli unici marsupiali dell'Australia specializzati nello scavare cunicoli. Hanno robusti arti anteriori e corpi affusolati adatti a scavare nel suolo sabbioso in cui vivono.
I grossi e piatti artigli sono strumenti adatti a scavare, mentre una placca cornea protegge il muso e le vertebre saldate insieme consentono all'animale di irrigidire il collo.
La vita sotterranea che conduce le rende del tutto inutile vedere e sentire, per cui gli occhi sono privi di funzionalità e le orecchie esterne sono completamente scomparse. Il marsupio della femmina si apre sul posteriore per impedire che i piccoli si ricoprano di terra quando scava i cunicoli.
Questa specie è leggermente più grossa della talpa marsupiale settentrionale. La sua corta e vellutata pelliccia di solito è color crema o dorata, e a volte si tinge di rosa per la presenza di ferro nella sabbia. Misura 90–180 mm di lunghezza ed ha una coda di 12–26 mm; pesa 40-65 g.

## Distribuzione e habitat
La talpa marsupiale meridionale vive nelle dune di sabbia e nelle zone con suolo sabbioso lungo i terreni pianeggianti dei fiumi. La sua presenza è stata registrata nei deserti centrali del Northern Territory, nell'Australia Occidentale, e nella zona settentrionale del sud dell'Australia.

## Biologia
La talpa marsupiale trascorre la maggior parte del tempo scavando tunnel appena sotto la superficie del terreno e solo occasionalmente affiora. Con il naso corneo scava il terreno sabbioso, mentre con gli artigli anteriori raccoglie la sabbia che poi getta di dietro con le zampe posteriori. Il tunnel crolla subito dopo il suo passaggio.
Le talpe marsupiali sono attive sia di giorno sia di notte, senza la luce del sole sottoterra non c'è differenza. Si nutrono di varie prede, tra cui larve di insetti, scarafaggi e a volte piccoli rettili. Probabilmente si accoppiano in novembre e i piccoli si trasferiscono nella tasca cutanea della madre, con apertura posteriore, subito dopo la nascita.

## Status e conservazione
La Zoological Society of London, in base a criteri di unicità evolutiva e di esiguità della popolazione, considera Notoryctes typhlops una delle 100 specie di mammiferi a maggiore rischio di estinzione.
Le talpe marsupiali sono ricercate per la loro pelliccia dorata. La causa della loro diminuzione all'inizio del XX secolo fu dovuta al commercio di pelli tra gli indigeni e gli europei. Oggi sono minacciate da predatori introdotti dall'uomo come la volpe, il gatto selvatico e il dingo.